# Política do Amapá
A Política do Amapá é a direção do território amapaense e a determinação dos poderes que compõem sua estrutura de governo. O estado do Amapá é governado por três poderes, o executivo, representado pelo governador, o legislativo, representado pela Assembleia Legislativa do Amapá, e o judiciário, representado pelo Tribunal de Justiça do Estado do Amapá e outros tribunais e juízes. O Estado também permite direta participação do eleitorado (através de referendos, plebiscitos e iniciativa popular) em decisões governamentais.

## História
A história política do Amapá inicia-se através do desmembramento do Pará em 1943, com a transformação em Território Federal. O capitão Janary Nunes foi indicado pelo presidente Getúlio Vargas para se tornar o primeiro governador. Com a Constituição Federal de 1988, o Amapá se torna estado, e além do executivo, surge então os poderes legislativo e judiciário.

## Constituição do Amapá
A Constituição do Estado do Amapá foi promulgada em 20 de dezembro de 1991 através da Assembleia Estadual Constituinte, acrescida das alterações resultantes de posteriores Emendas Constitucionais.

## Estrutura governamental

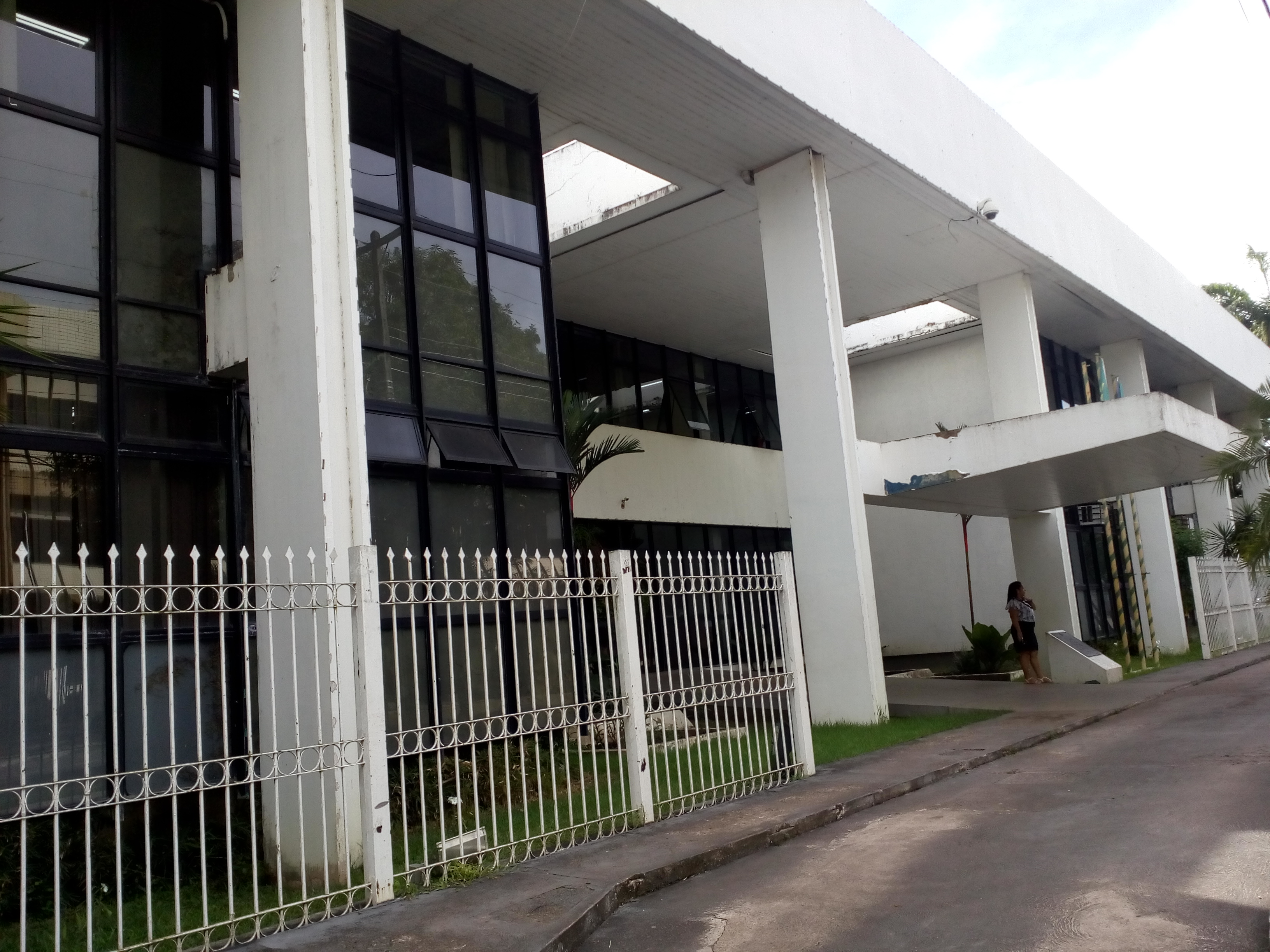
Palácio do Setentrião, sede do Governo do Amapá. Localizado na Av. General Rondon - Centro, Zona Leste de Macapá.

Segundo a Constituição do Amapá, no Artigo 1º os poderes do Estado são independentes e harmônicos entre si.

### Executivo
O poder executivo amapaense está centralizado no governador do estado, que é eleito em sufrágio universal e voto direto e secreto, pela população para mandatos de até quatro anos de duração, e podem ser reeleitos para mais um mandato. Sua primeira sede foi a Interventoria de Macapá (atual Museu Joaquim Caetano da Silva) em 1943 até 1976, quando foi substituído para o primeiro prédio do Palácio do Setentrião, construído pelo governador General Ivonhé Martins, inaugurado em 25 de janeiro de 1976. Hoje abrange o Ministério Público do Estado do Amapá, e a sede oficial do governo amapaense foi inaugurada ao lado em março de 1984, pelo governador Annibal Barcellos.
Atualmente, o governador do Amapá é Waldez Góes, que assumiu em 1º de janeiro de 2015, assumindo o cargo precedido por Camilo Capiberibe que foi derrotado do segundo turno das eleições de 2014 que venceu com 60,58% dos votos.
Existe ainda o vice-governador, que substitui o governador caso este renuncie sua posição, seja afastado do poder ou precise afastar-se do cargo temporariamente. Atualmente, o cargo é exercido por Papaléo Paes.

### Legislativo
O poder legislativo do estado é unicameral, constituído pela Assembleia Legislativa do Amapá, localizado no centro de Macapá. Ela é constituída por 24 deputados, que são eleitos a cada 4 anos. No Congresso Nacional, a representação amapaense é de 3 senadores e 8 deputados federais.

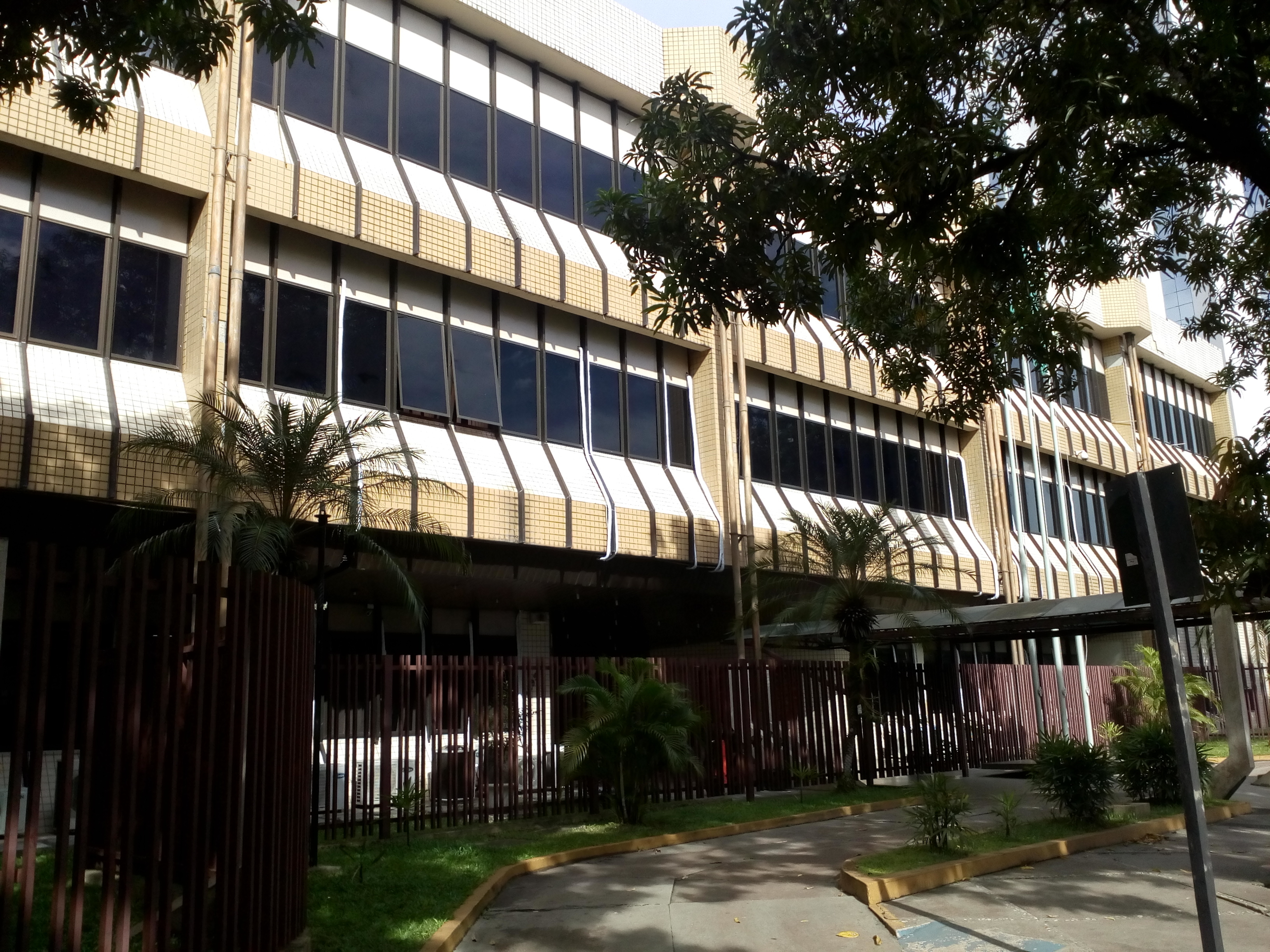
Tribunal de Justiça do Amapá, localizado no Centro de Macapá, Zona Leste da capital.

### Judiciário
O poder judiciário tem a função de julgar, conforme leis criadas pelo legislativo e regras constitucionais brasileiras, sendo composto por desembargadores, juízes e ministros. Atualmente, a maior corte do Poder Judiciário amapaense é o Tribunal de Justiça do Estado do Amapá, localizada no centro de Macapá, Zona Leste da capital.

## Eleitores e Partidos
Macapá é o município com o maior número de eleitores, com 289.811 destes. Em seguida aparecem Santana, com 76.040 eleitores, Laranjal do Jari (28.621 eleitores), Oiapoque (19.013 eleitores) e Mazagão, Porto Grande e Vitória do Jari, com 14,8 mil, 13,3 mil e 9,7 mil eleitores, respectivamente. O município com menor número de eleitores é Pracuuba, com 3,2 mil.
Tratando-se sobre partidos políticos, todos os 35 partidos políticos brasileiros possuem representação no estado. Conforme informações divulgadas pelo Tribunal Superior Eleitoral (TSE), com base em dados de abril de 2018, o partido político com maior número de filiados no Amapá é o Partido Socialismo e Liberdade (PSOL), com 10.583 membros, seguido do Partido Democrático Trabalhista (PDT), com 10.204 membros e do Partido da Social Democracia Brasileira (PSDB), com 7.589 filiados.
Completando a lista dos cinco maiores partidos políticos no estado, por número de membros, estão o Partido dos Trabalhadores (PT), com 7.045 membros; e o Democratas(DEM), com 6.547 membros. Ainda de acordo com o Tribunal Superior Eleitoral, o Partido Novo (NOVO) e o Partido Pátria Livre (PPL) são os partidos políticos com menor representatividade na unidade federativa, com 17 e 219 filiados, respectivamente. 

## Símbolos estaduais
Os símbolos do Amapá são representados pela bandeira do estado, brasão de armas e o hino oficial.

### Bandeira
Em 26 de setembro de 1983, o Diário Oficial do Amapá publicou um edital do concurso para escolher os símbolos oficias do Amapá e em 23 de abril de 1984 o governador do então território do Amapá sanciona o decreto Nº 8, instituído a bandeira.
O verde representa as matas; o amarelo, as riquezas minerais; o azul, o céu; e o branco, a paz. O preto simboliza o respeito aos homens que morreram lutando pelo estado. A figura geométrica centralizada no lado esquerdo representa a Fortaleza de São José de Macapá.

### Brasão
O Brasão do Amapá é o emblema heráldico e um dos símbolos oficiais do estado brasileiro. Para sua composição foi realizado um concurso para definir quem iria fazer o Brasão de Armas e o vencedor foi Herivelto Brito Maciel, artista plástico renomado do Estado.

### Hino
Canção do Amapá é o hino oficial do Estado do Amapá. Foi adotado pelo Decreto Nº 008, de 23 de Abril de 1984, oficializando a letra do poema homônimo de Joaquim Gomes Diniz. A música e arranjos são de autoria do maestro Oscar Santos.